# Stodulci (przystanek kolejowy)
Stodulci (ukr. Стодульці) – przystanek kolejowy w miejscowości Stodulci, w rejonie żmeryńskim, w obwodzie winnickim, na Ukrainie. Położony jest na linii Odessa – Lwów.